# Wieża Martello

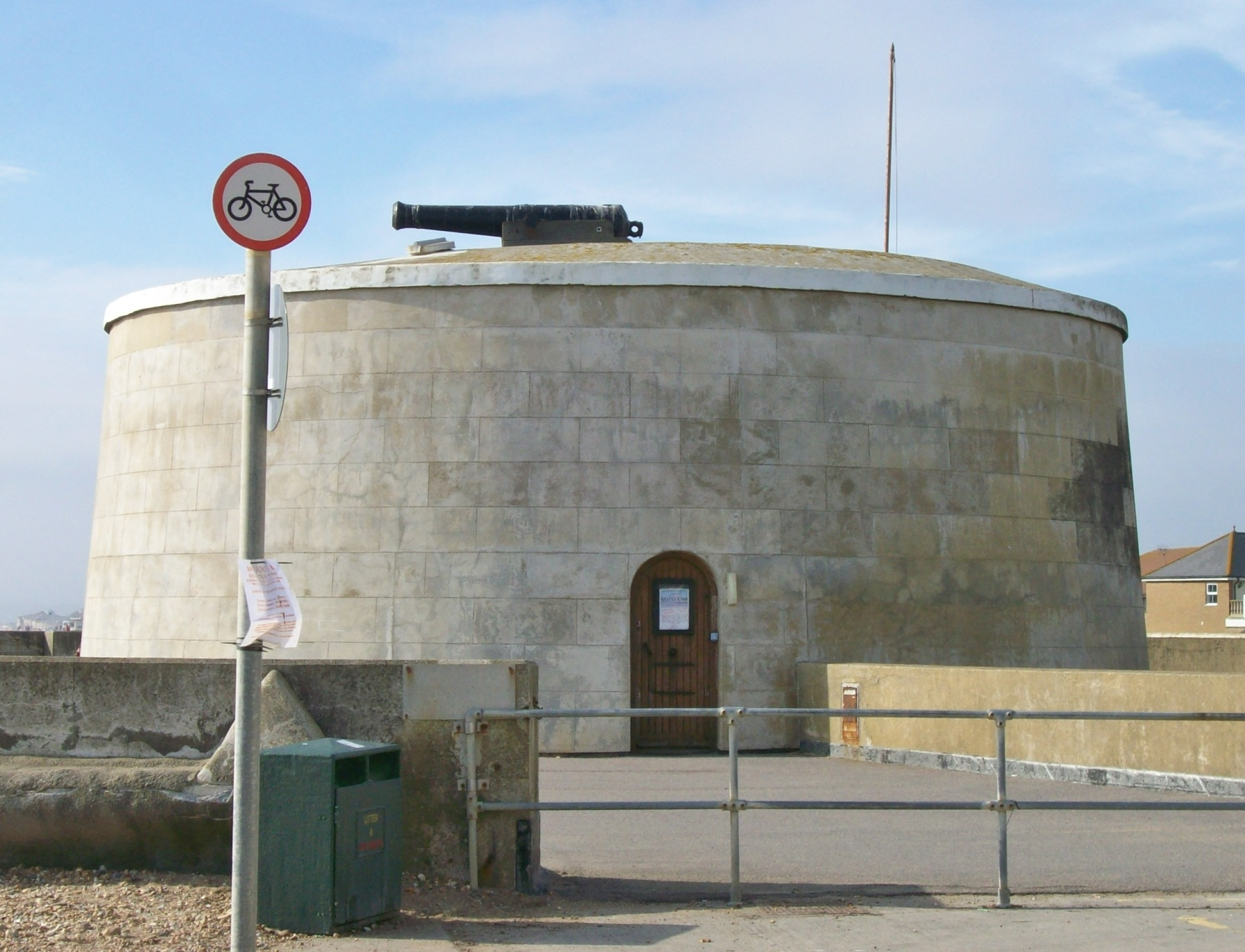
Wieża Martello w Seaford, widoczna armata na platformie

Wieża Martello w przekroju

Wieża Martello – typ niedużej, masywnej, obronnej wieży artyleryjskiej, służącej do obrony wybrzeża przed flotą inwazyjną. Budowane były w pierwszej połowie XIX wieku w czasie wojen napoleońskich, głównie w Wielkiej Brytanii i jej koloniach.

## Historia
W rejonie Morza Śródziemnego, w XVIII w. masywne wieże były często wykorzystywane do osłony portów i innych wrażliwych na atak pozycji na wybrzeżu, oraz jako wieże obserwacyjne i sygnałowe. W 1794 roku jedna z takich wież, umieszczona na przylądku Mortella na Korsyce, uzbrojona w dwa działa, stawiła skuteczny opór brytyjskiemu liniowcowi HMS „Fortitude” (74 działa) i fregacie HMS „Juno” (32 działa), uszkadzając obydwa okręty, zanim została zdobyta od strony lądu przez desant wsparty artylerią lądową. Wydarzenie to najprawdopodobniej skłoniło Brytyjczyków do wzniesienia dziesięciu podobnych wież na Martynice, będącej podówczas ich bazą. Wzorowane na lokalnych, hiszpańskich fortyfikacjach, zostały ocenione jako bardzo udane, tak z militarnego, jak i ekonomicznego punktu widzenia, i stały się wzorem dla licznych takich wież budowanych na wybrzeżu Wielkiej Brytanii. Pochodzenie nazwy tych budowli nie jest do końca jasne, ale może pochodzić od zniekształconej nazwy przylądka Mortella.
Budowane w okresie wojen napoleońskich angielskie wieże zostały w większości rozbrojone po 1817 roku. W późniejszym czasie część przekształcono w posterunki straży wybrzeża, nieliczne zmodernizowano, instalując nowsze, 68-funtowe armaty. Kilka zostało zburzonych w czasie eksperymentów z nową, gwintowaną artylerią używającą wybuchowych granatów w drugiej połowie XIX wieku. W czasie II wojny światowej niektóre z wież przerobiono na posterunki obserwacyjne lub schrony bojowe.
Ostatnia wybudowana wieża w powstała w 1855 roku w Sydney. Wyposażona w 8-funtową armatę na szczycie i trzy 32-funtowe działa, służyła jako śródszaniec Fortu Denison, uzbrojonego w 10 32-funtówek i dwa ośmiocalowe działa strzelające granatami. Mimo postępu technologii, który uczynił ją przestarzałą wkrótce po wybudowaniu, wieża i fort funkcjonowały jako obrona portu do lat 1880.

## Opis konstrukcji
Wieże Martello miały na ogół 9–10 m wysokości, 12–15 m średnicy u podstawy (do 17 m w przypadku większych wież), zwężając się do 11–12 m na poziomie tarasu artyleryjskiego na szczycie. Grubość muru od strony nieprzyjaciela wahała się od 4 m na poziomie gruntu do 2,7 u szczytu wieży; mur od strony zapola był cieńszy, 2 m u podstawy i 1,5 m na szczycie. Większość wież z południowego i wschodniego wybrzeża Anglii otoczona była fosą o głębokości ok. 4,5 m i szerokości ponad 12 m (zdarzały się głębsze i szersze). Były budowane na planie eliptycznym, okrągłym lub jajowatym. Typowym budulcem była cegła (od ćwierć do pół mln. sztuk w zależności od wielkości wieży), w jej braku wykorzystywano lokalny surowiec kamienny.
Wewnątrz najczęściej podzielone były na dwa poziomy: w podziemiach (znajdujących się naprawdę na poziomie gruntu) były składy, magazyn prochu i cysterna z wodą, napełniana z zewnętrznej studni lub przez instalację zbierającą deszczówkę. Ta kondygnacja nie pozsiadała wejścia z zewnątrz, a jedynie klapę prowadzącą na piętro. Na piętrze mieściły się izby mieszkalne załogi (z 2-4 oknami, od strony zapola) i wejście do wieży, z mostem zwodzonym lub ruchomą, wciąganą do wnętrza, drabiną. Sklepienie piętra miało postać odpornej na bombardowanie kopuły, w przypadku większych wież wspartej centralnie umieszczonym filarem. Na szczycie wieży była platforma artyleryjska, do której prowadziły schody. Wejście na platformę było zamykane w czasie prowadzenia ognia, amunicję podawano z wnętrza specjalnym kominem.
Typową załogę w angielskich wieżach stanowiło 24 żołnierzy pod dowództwem oficera. Najczęstszym uzbrojeniem była pojedyncza armata 24-funtowa, na obrotowej ławie działowej osadzonej na centralnym filarze, posiadająca pole ostrzału 360°. Część wież, bardziej zagrożonych atakiem od strony lądu, miała dodatkowo haubicę kal. 5,5 cala. Większe wieże miały dwie haubice, lub dwie karonady; czasem działa były umieszczane na osobnych platformach. Niektóre wieże miały piecyki do podgrzewania kul armatnich.

## Odniesienia w kulturze
W wieży Martello w Dublinie rozgrywają się początkowe sceny powieści Ulissesa Jamesa Joyce’a; mieszka w niej jeden z głównych bohaterów powieści, Stefan Dedalus. W tej realnie istniejącej wieży, w Sandycove, Joyce spędził kilka nocy na zaproszenie swego przyjaciela. Wieżę tę kupił i odrestaurował dubliński architekt Michael Scott i 16 czerwca 1962 roku otwarto w niej muzeum poświęcone pisarzowi.
W powieści Frost Dancers Garry’ego Kilwortha, harpia wielka Bubba, główny antagonista historii, zakłada nowe gniazdo w wieży Martello znajdującej się nieopodal bagien i staje się utrapieniem tamtejszych zajęcy szaraków.

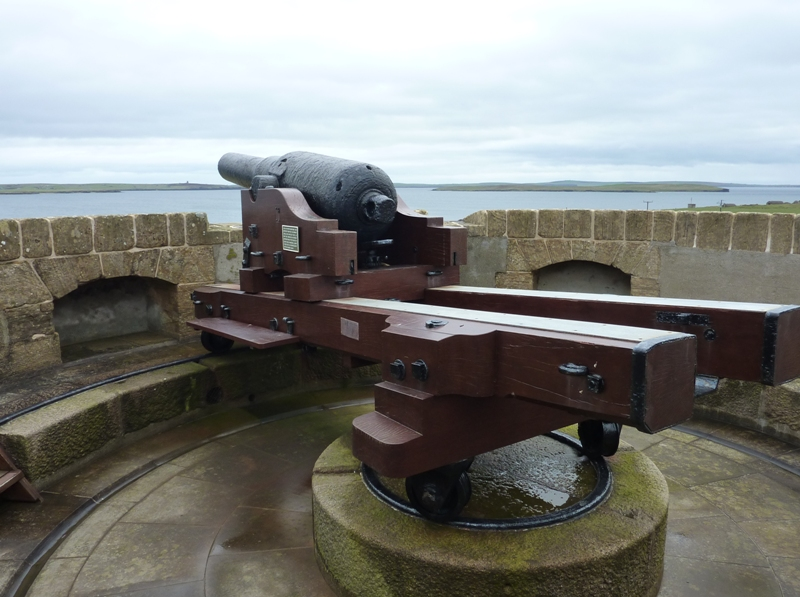
Armata na obrotowej platformie na dachu wieży
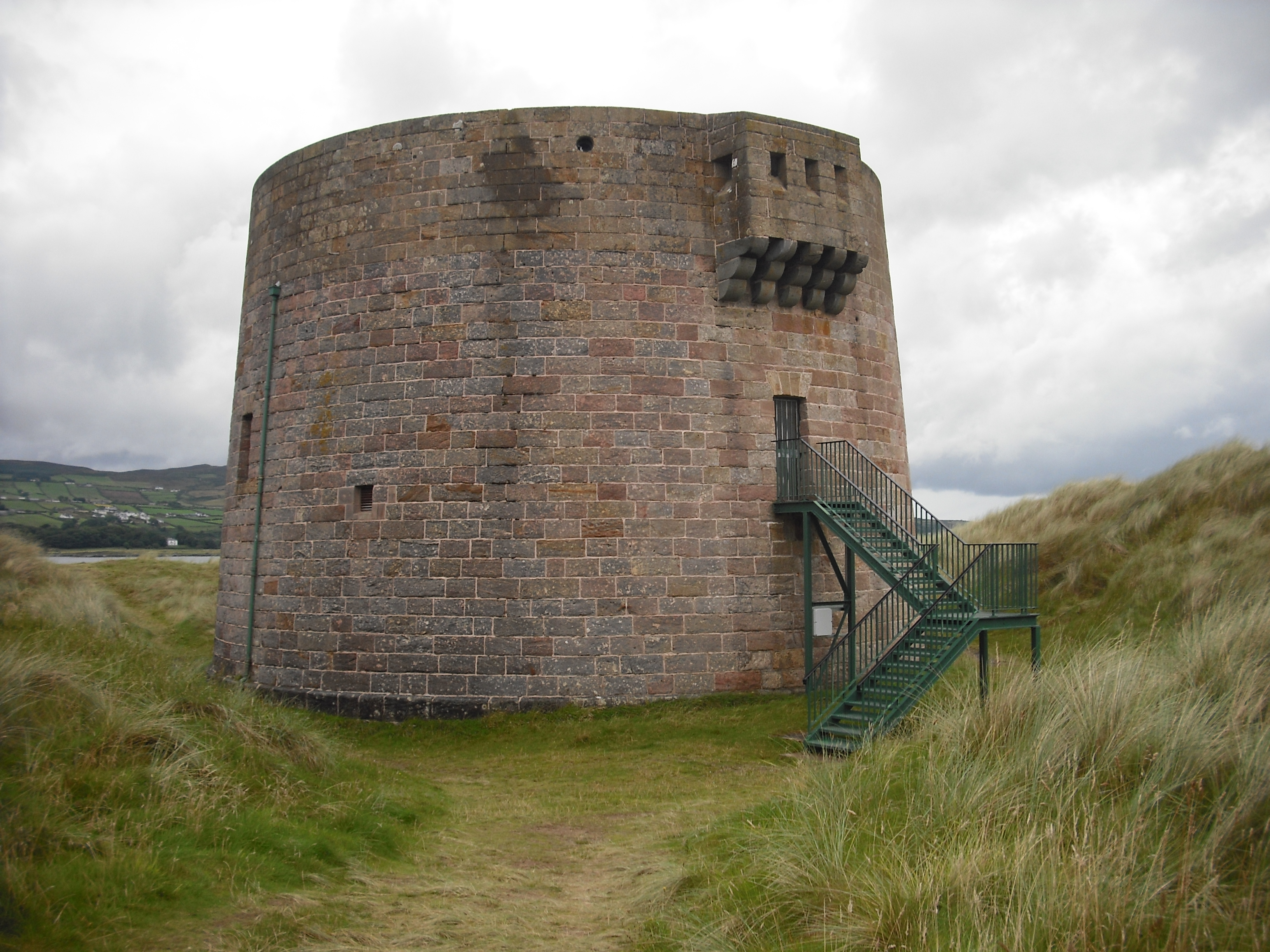
Wieża w Magilligan – widoczny zewnętrzny wał, fosa i obrona wejścia w postaci machikułu
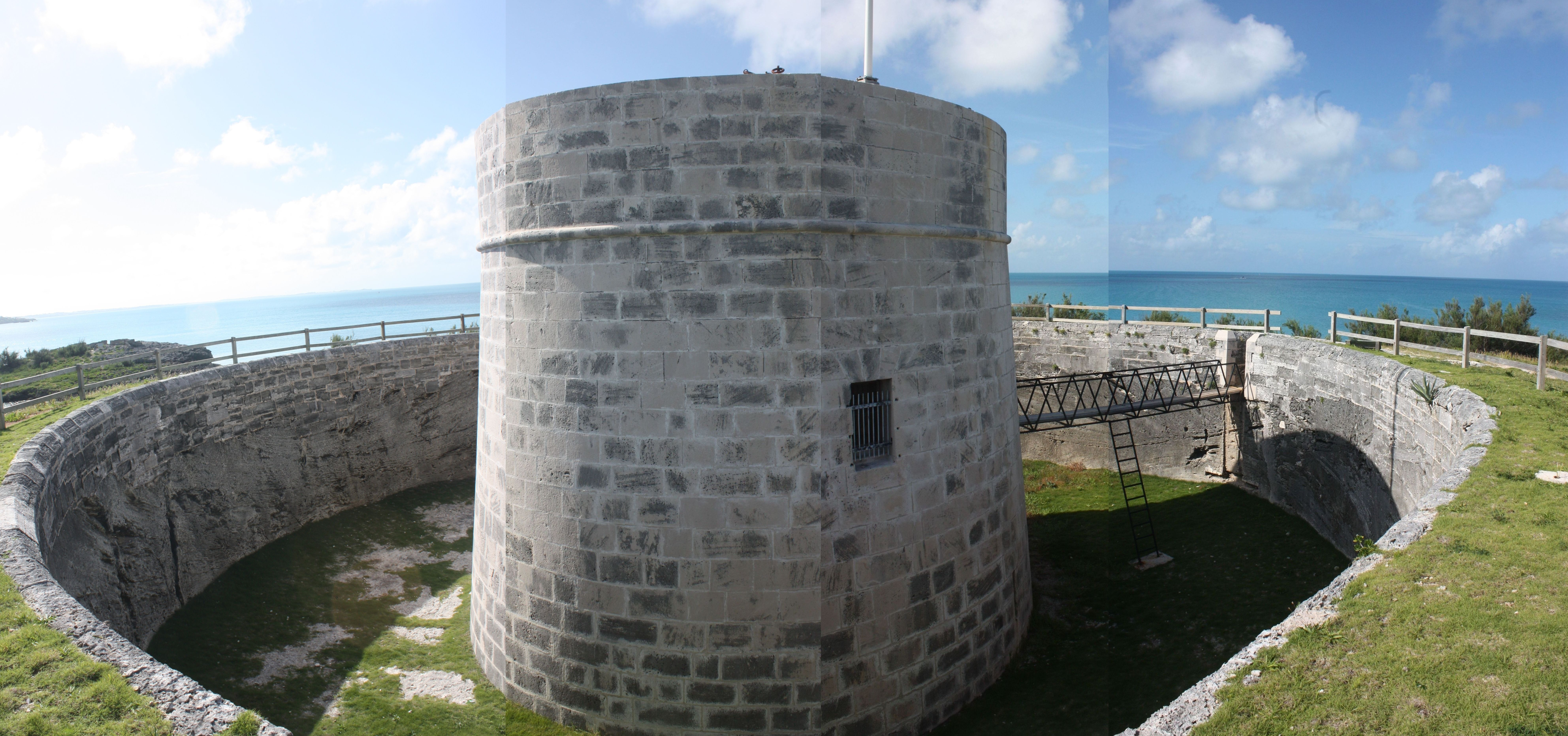
Wieża na Bermudach, z głęboką fosą kutą w skale
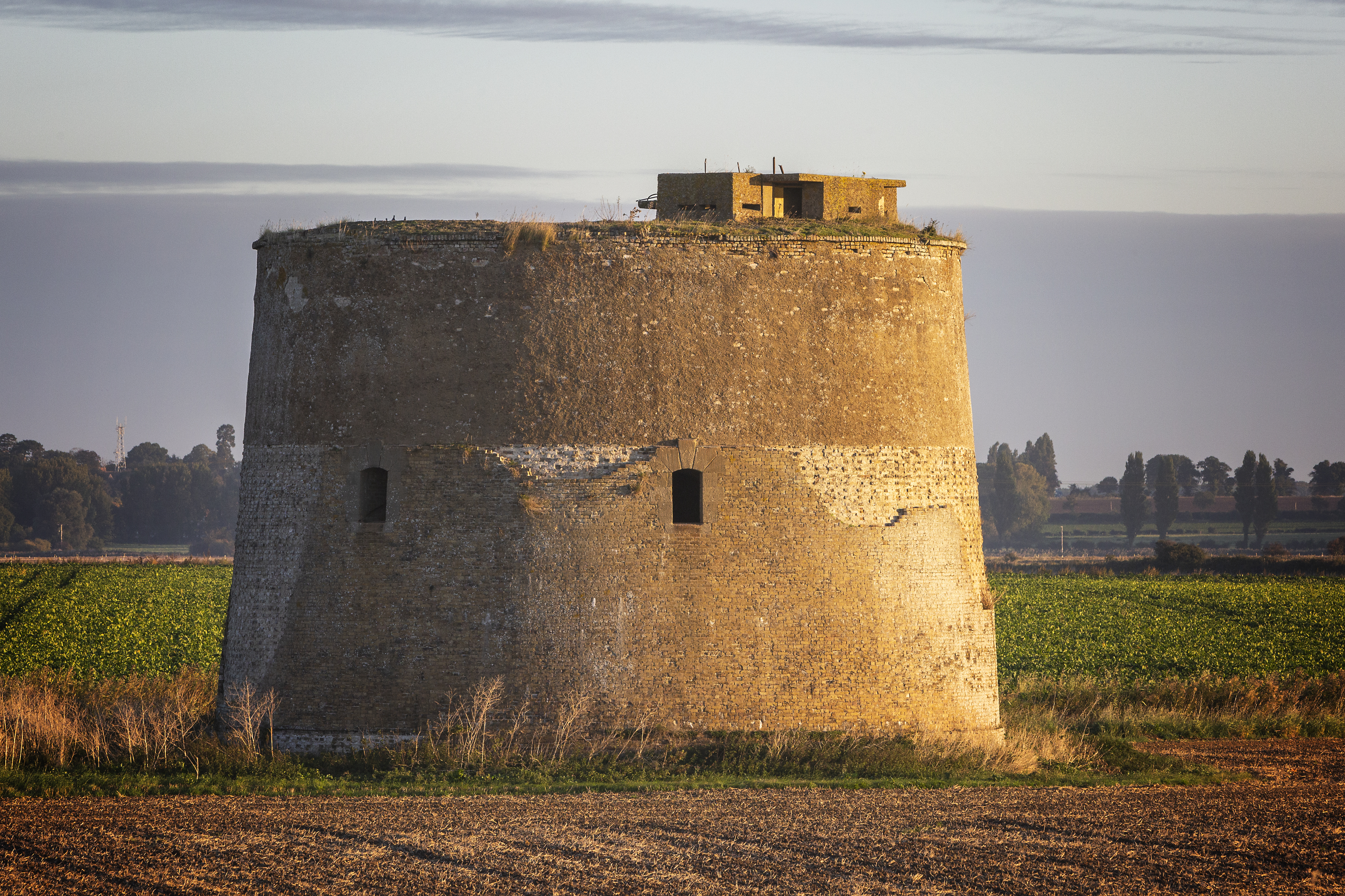
Wieża z betonowym stanowiskiem obserwacyjnym z czasów II w. św. na szczycie